# Buch am Irchel
Buch am Irchel (toponimo tedesco) è un comune svizzero di 957 abitanti del Canton Zurigo, nel distretto di Andelfingen.

## Storia
Nel 1855 la località di Gräslikon, fino ad allora frazione di Buch am Irchel, è stata assegnata a Berg am Irchel; nel 2013 la località di Oberhueb, fino ad allora frazione di Buch am Irchel, è stata assegnata a Neftenbach.

## Monumenti e luoghi d'interesse

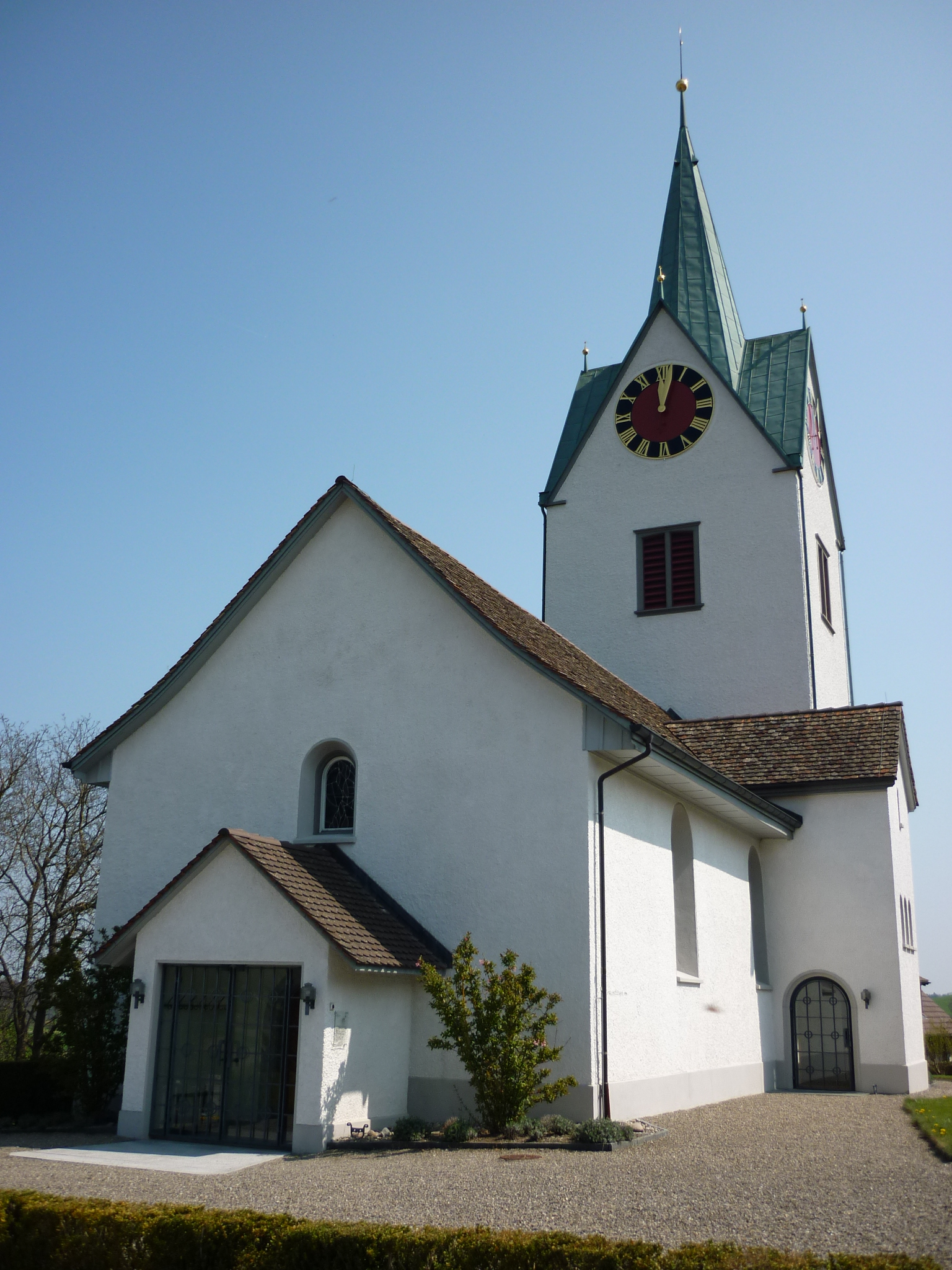
La chiesa riformata

- Chiesa riformata, attestata dal 1135[1].

## Società

### Evoluzione demografica
L'evoluzione demografica è riportata nella seguente tabella (con Oberhueb e, fino al 1850, con Gräslikon):
Abitanti censiti

## Amministrazione
Ogni famiglia originaria del luogo fa parte del cosiddetto comune patriziale e ha la responsabilità della manutenzione di ogni bene ricadente all'interno dei confini del comune.